# Marios Varvoglis
Marios Varvoglis (Μάριος Βάρβογλης, omgeving Brussel, 10 december 1885 – Athene, 30 of 31 juli 1967 was een Grieks componist.
Hij kreeg zijn opleiding aan het Conservatoire national supérieur de musique et de danse de Paris en van Vincent d'Indy aan de Schola Cantorum de Paris. In zijn Parijse periode raakte hij bevriend met Franse (toon-)kunstenaars als Camille Saint-Saens, Maurice Ravel, Alfred Cortot, Edgar Varese, Amedeo Modigliani en Jean Moréa. Hij vertrok naar Athene en was er tussen 1920 en 1924 docent aan het Conservatorium van Athene, daarop volgt een aanstelling bij het "Helleens Conservatorium" (vanaf 1924 docent, vanaf 1937 directeur). Vanaf 1957 was hij enige tijd voorzitter van de "Vereniging van Griekse Componisten". 
Zijn muziek is typisch Grieks; hij werd dan ook gezien als een representant van die muziek uit de jaren tien van de 20e eeuw, de groep Calomiris. Hij schreef in allerlei genres, opera’s, toneelmuziek, orkestwerken etc.
Hij was enige tijd politiek gevangene tijdens de Dekemvriana, een Griekse burgeroorlog in 1944/1945.
- Bibliothèque nationale de France: cb14836164p (data)
- Gemeinsame Normdatei: 1029304580
- International Standard Name Identifier: 0000 0000 8373 1765
- Library of Congress Control Number: no93030717
- Système universitaire de documentation: 080734685
- Virtual International Authority File: 37183295
- WorldCat: E39PBJtcBymCh3fPCJTb684wmd